# Cortes de Coimbra de 1211
Foi a primeira cúria régia do recente Reino de Portugal e foi reunida por Afonso II de Portugal, na cidade de Coimbra, então capital, em 1211, no primeiro ano do seu governo.
Tiveram o objetivo de fortalecer a soberania da Coroa Portuguesa, nelas tendo sido promulgadas as primeiras Leis Gerais do Reino, que confirmavam ao soberano a detenção tradicional do poder político e a suprema jurisdição. O soberano impunha o respeito pela dignidade humana e pelas normas jurídicas, a que ele próprio se submetia para exemplo dos privilegiados.
É possível que já nessa época o soberano contasse com a colaboração do elemento [[municipal, que, segundo alguns autores, já estaria representado nessas Cortes, e que viria a ser reconhecido como "braço da nação" nas Cortes de Leiria de 1254.